# Нанантус
Нанантус (лат. Nananthus) — род суккулентных растений семейства Аизовые (Aizoaceae), который произрастает на территории нескольких стран Южной Африки (Ботсвана, Намибия и ЮАР).

## Название
Родовое латинское название Nananthus происходит от сочетания слов др.-греч. νᾶνος, nânos, что означает «карлик» или «маленький», и греч. άνθος (ánthos), что означает «цветок». 
Русскоязычное название является транслитерацией латинского.

## Ботаническое описание
Нанантус — род карликовых, стеблевых многолетних растений с голыми стеблями и клубневидными корнями. Листья растения супротивные, прилегающие к земле и сросшиеся в основании. Они имеют лодковидную форму и часто погружены в почву. Листья окрашены в тускло-зеленый цвет и имеют шероховатую поверхность с беловатыми точками.
Цветки одиночные и расположены на цветоножке. Они обладают прицветниками и имеют диаметр от 20 до 30 мм. Цветки открываются после полудня и закрываются в сумерках. Чашелистиков в цветке 5, а лепестки располагаются в 2 или 3 рядах. Они обычно желтого цвета, но могут быть также белыми, часто с красной полосой посередине. Тычинки растения имеют бородатые нити у основания, а наличие или отсутствие стаминодиев может варьировать. Завязь у растения может быть от плоской до конической сверху, плаценты располагаются базально или париетально, а рыльца тонкие и сосочковидные, их количество составляет от 6 до 10. Плодом растения является 6-10-гнездная коробочка, напоминающая по форме род Delosperma. Однако округлое, полушаровидное основание коробочки отличается от типичной формы и иногда может быть перевернутым. Семена имеют яйцевидную или несколько грушевидную форму и гладкую поверхность.
Число хромосом – 9.

## Таксономия
Nananthus N.E.Br., первое упоминание в Gard. Chron., ser. 3, 78: 433 (1925).

### Виды
Подтвержденные виды по данным сайта Plants of the World Online на 2023 год:
- Nananthus aloides (Haw.) Schwantes
- Nananthus gerstneri (L.Bolus) L.Bolus
- Nananthus margaritifer L.Bolus
- Nananthus pallens (L.Bolus) L.Bolus
- Nananthus pole-evansii N.E.Br.
- Nananthus vittatus (N.E.Br.) Schwantes

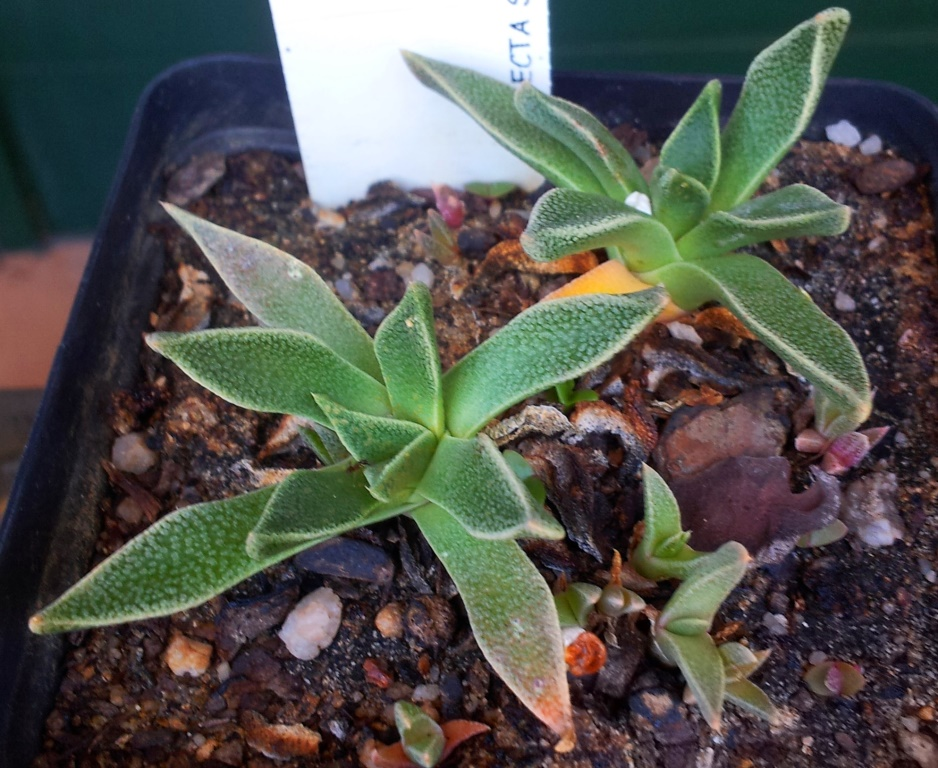
Nananthus aloides
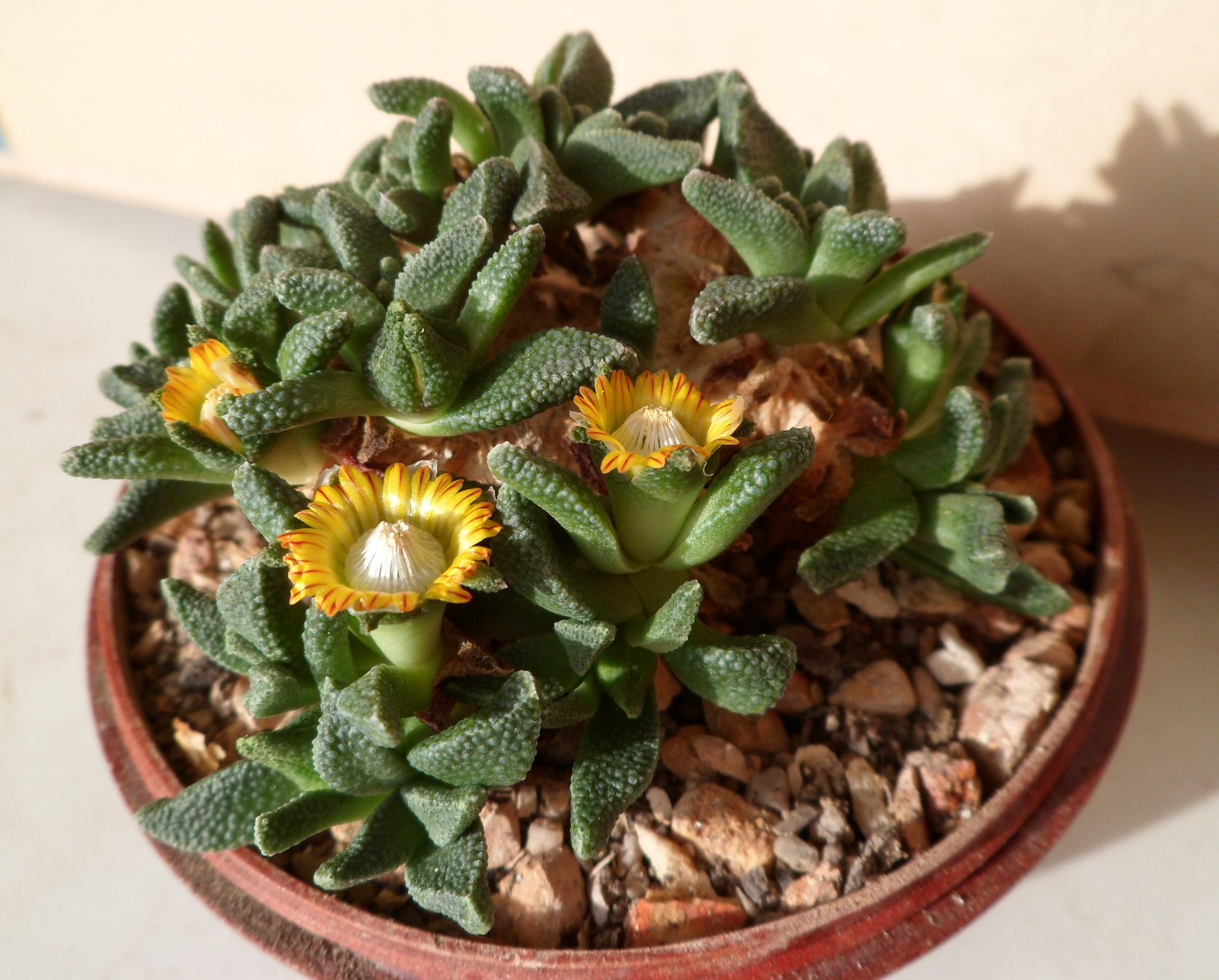
Nananthus vittatus